# Tafeltennis op de Olympische Zomerspelen 1988
Tafeltennis is een van de sporten die beoefend werden tijdens de Olympische Zomerspelen 1988 in Seoel. Namens Nederland namen Mirjam Hooman-Kloppenburg en Bettine Vriesekoop hieraan deel. Samen kwamen ze tot een zevende plaats in het dubbelspeltoernooi, Vriesekoop ook tot een zevende plek in het enkelspel. Hooman-Kloppenburg verloor in de eerste ronde van het enkelspel.

## Heren

### enkelspel
| rang   | sporter         | land |
| ------ | --------------- | ---- |
| Goud   | Yoo Nam-kyu     | KOR  |
| Zilver | Kim Ki-taik     | KOR  |
| Brons  | Erik Lindh      | SWE  |
| 4      | Tibor Klampár   | HUN  |
| 5      | Jiang Jialiang  | CHN  |
| 6      | Chen Longcan    | CHN  |
| 7      | Jörgen Persson  | SWE  |
| 8      | Jan-Ove Waldner | SWE  |

### dubbelspel
| rang   | sporters                         | land |
| ------ | -------------------------------- | ---- |
| Goud   | Chen Longcan Wei Qingguang       | CHN  |
| Zilver | Ilija Lupulesku Zoran Primorac   | YUG  |
| Brons  | Ahn Jae-hyung Yoo Nam-kyu        | KOR  |
| 4      | Kim Ki-taik Kim Wan              | KOR  |
| 5      | Jiang Jialiang Xu Zengcai        | CHN  |
| 6      | Andrzej Grubba Leszek Kucharski  | POL  |
| 7      | Erik Lindh Jörgen Persson        | SWE  |
| 8      | Mikael Appelgren Jan-Ove Waldner | SWE  |

## Dames

### enkelspel
| rang   | sporter            | land |
| ------ | ------------------ | ---- |
| Goud   | Chen Jing          | CHN  |
| Zilver | Li Huifen          | CHN  |
| Brons  | Jiao Zhimin        | CHN  |
| 4      | Marie Hrachová     | TCH  |
| 5      | Fliura Bulatova    | URS  |
| 6      | Valentina Popova   | URS  |
| 7      | Bettine Vriesekoop | NED  |
| 8      | Hong Cha-ok        | KOR  |

### dubbelspel
| rang   | sporters                              | land |
| ------ | ------------------------------------- | ---- |
| Goud   | Hyun Jung-hwa Yang Young-ja           | KOR  |
| Zilver | Chen Jing Jiao Zhimin                 | CHN  |
| Brons  | Jasna Fazlić Gordana Perkučin         | YUG  |
| 4      | Mika Hoshino Kiyomi Ishida            | JPN  |
| 5      | Marie Hrachová Renáta Kasalová        | TCH  |
| 6      | Fliura Bulatova Jelena Kovtun         | URS  |
| 7      | Mirjam Kloppenburg Bettine Vriesekoop | NED  |
| 8      | Csilla Bátorfi Edit Urbán             | HUN  |

## Medaillespiegel
| rang   | land        | goud | zilver | brons | totaal |
| ------ | ----------- | ---- | ------ | ----- | ------ |
| 1      | China       | 2    | 2      | 1     | 5      |
| 2      | Zuid-Korea  | 2    | 1      | 1     | 4      |
| 3      | Joegoslavië | 0    | 1      | 1     | 2      |
| 4      | Zweden      | 0    | 0      | 1     | 1      |
| totaal | totaal      | 4    | 4      | 4     | 12     |

Seoel 1988 · 
Barcelona 1992 · 
Atlanta 1996 · 
Sydney 2000 · 
Athene 2004 · 
Peking 2008 · 
Londen 2012 · 
Rio de Janeiro 2016 ·
Tokio 2020 ·
Parijs 2024 ·
Los Angeles 2028
Medaillewinnaars 
Atletiek · Badminton (demonstratie) · Basketbal · Boksen · Boogschieten · Gewichtheffen · Gymnastiek · Handbal · Hockey · Honkbal (demonstratie) · Judo · Kanovaren · Moderne vijfkamp · Paardensport · Roeien · Schermen · Schietsport · Schoonspringen · Synchroonzwemmen · Taekwondo (demonstratie) · Tafeltennis · Tennis · Voetbal · Volleybal · Waterpolo · Wielersport · Worstelen · Zeilen · Zwemmen